# Randy Barnett
Randy E. Barnett (5 de febrero de 1952) es abogado, es profesor de derecho constitucional y contractual en el Georgetown University Law Center, además de un teórico jurídico de los Estados Unidos. Escribe sobre la teoría libertaria de la ley y la teoría del contrato, el derecho constitucional y la jurisprudencia.
Después de asistir a la Universidad de Northwestern en Evanston, Illinois, y la Harvard Law School, en Cambridge, Massachusetts, Barnett trabajó como fiscal en Chicago, Illinois. La primera posición académica de Barnett fue en el Chicago-Kent College of Law del Instituto Tecnológico de Illinois. Más tarde se convirtió en profesor de Derecho del Austin B. Fletcher de la Universidad de Boston, donde se desempeñó como consejero de la facultad por la Federalist Society. Se incorporó a la facultad Georgetown University Law Center en 2006. Barnett es Senior Fellow del Cato Institute y del Goldwater Institute. Su libro La estructura de la libertad ganó el Ralph Gregory Elliot Book Award en 1998. Su libro Restaurando la constitución perdida ganó el Lysander Spooner Award for Advancing the Literature of Liberty en 2005. En el año 2008 se le concedió una beca de Estudios Constitucionales de la John Simon Guggenheim Memorial Foundation. En 2009, redactó el proyecto de ley Bill of Federalism, 10 enmiendas propuestas a la Constitución de los EE. UU. para limitar el poder federal y fortalecer los derechos individuales.

## Teórico legal

### Jurisprudencia
En The Structure of Liberty, Randy Barnett ofrece una la teoría libertaria de la ley y la política. Barnett llama a su teoría la concepción liberal de la justicia, haciendo hincapié en la 
relación entre el liberalismo clásico y el libertarismo legal. Barnett sostiene que la adjudicación y la aplicación privadas de la ley, con la eliminación de las ineficiencias y las desigualdades con las fuerzas del mercado, es el único sistema jurídico 
que pueden proporcionar soluciones adecuadas a los problemas de interés, poder y conocimiento. 
Barnett discute las teorías de la legitimidad constitucional y los métodos de interpretación constitucional en Restoring the Lost Constitution.

### Teoría constitucional
Barnett también ha realizado trabajos sobre la teoría de la Constitución de los Estados Unidos, que culminó en su libro Restoring the Lost Constitution. Él aboga por una teoría originalista de la interpretación constitucional, y para la construcción constitucional sobre la base de la presunción de libertad (y no de la soberanía popular). 

### Teoría del contrato
Barnett también escribe sobre las teorías del contrato. En ese campo ha avanzado una teoría de la formación del contrato que hace hincapié en la intención de obligarse como la clave para el 
Derecho contractual. También ha trabajado en la idea de un contrato por defecto, es decir, una norma de derecho contractual que obliga a las partes si su contrato no cubre la eventualidad o condición de que es objeto de la norma por defecto.

## Obras

### Libros
- Restoring the Lost Constitution: The Presumption of Liberty (2004)
- The Structure of Liberty: Justice and the Rule of Law (1998)
- Contract Cases and Doctrine (1995, 1999, 2003, 2008)
- Perspectives on Contract Law (1995, 2001, 2005)

### Películas
- InAlienable (2008) – Actor, interpreta al asistente de Crystal Barry
- The Trials of Law School (2007) - Documental, como él mismo
- In Search of the Second Amendment (2007) - Documental, como él mismo